# Syzygium rivulare
Syzygium rivulare är en myrtenväxtart som beskrevs av Eugène Vieillard och André Guillaumin. Syzygium rivulare ingår i släktet Syzygium och familjen myrtenväxter. Inga underarter finns listade i Catalogue of Life.